# Bibracte rugulosa
Bibracte rugulosa är en insektsart som beskrevs av Bolívar, I. 1902. Bibracte rugulosa ingår i släktet Bibracte och familjen gräshoppor. Inga underarter finns listade i Catalogue of Life.